# Szovjetszkojei járás

A Szovjetszkojei járás a Szaratovi területen

A Szovjetszkojei járás (oroszul Советский район) Oroszország egyik járása a Szaratovi területen. Székhelye Sztyepnoje.

## Népesség
- 1989-ben 28 936 lakosa volt.
- 2002-ben 30 195 lakosa volt.
- 2010-ben 28 012 lakosa volt, melyből 21 239 orosz, 3 075 kazah, 611 tatár, 557 ukrán, 252 koreai, 220 mordvin, 203 német, 159 fehérorosz, 146 csuvas, 90 örmény, 81 azeri, 57 mari stb.